# Anastasia av Montenegro
Anastasia "Stana" av Montenegro (Anastasia Petrović-Njegoš), född 4 juni 1868 i Cetinje, död 25 november 1935 i Cap d'Antibes, rysk storfurstinna; gift 1889 med hertig Georg von Leuchtenberg, skild 1906 och omgift 1907 med sin systers svåger storfurst Nikolaj Nikolajevitj av Ryssland. 
Dotter till kung Nikola I av Montenegro och Milena Vukotić. Hon och hennes syster "Militza", gifta med bröder ur den ryska tsarfamiljen, var kända som "De montenegrinska prinsessorna" i Ryssland. De presenterade Grigorij Rasputin för tsaritsan, Alexandra av Hessen.

## Biografi
Anastasia blev liksom sin syster Milica utbildad vid Smolnijinstitutet i S:t Petersburg. 
Hennes första äktenskap var olyckligt, maken tillbringade sin mesta tid i Frankrike, medan Anastasia umgicks vid det ryska hovet, där hon var omtyckt och mottog allmän sympati för sitt olyckliga äktenskap. Hon inledde ett förhållande med Nikolaj Nikolajevitj, som hon efter sin skilsmässa kunde gifta sig med. Skilsmässan var dock impopulär vid hovet, och vigseln skedde diskret. Anastasia ska ha haft en stabiliserande effekt på Nikolaj. 
Anastasia och hennes syster Milica var politiskt ambitiösa för sina makars räkning och inledde en nära vänskap med tsaritsan Alexandra. Deras inflytande över tsaritsan ansågs negativt, eftersom de hade ett stort intresse för mysticism, ockultism och spiritism och lätt lät sig övertygas av bedragare och charlataner, som de sedan presenterade för tsaritsan. De kallades för "Montenegrinskan nummer 1" och "Montenegrinskan nummer 2" och även för "Montenegrinska spindlar" och "Montenegrinska kråkor". De presenterade bland andra magnetisören Monsieur Philippe för tsaritsan, och 1905 även Grigorij Rasputin. 1909 inträffade dock en brytning mellan systrarna och tsaritsan och deras inflytande vid hovet minskade. 
Under ryska revolutionen evakuerades hon 1917 med Nikolaj Nikolajevitj till Krim. Hon tillhörde de 80-tal personer som evakuerades på det brittiska fartyget HMS Marlborough från Krim med änketsaritsan Maria Fjodorovona i april 1919. Hon fortsatte till Italien, där hennes syster Elena var drottning. Hon bosatte sig slutligen med maken i Frankrike.